# Mayssa Pessoa
Pour les articles homonymes, voir Pessoa.
Mayssa Raquel de Oliveira Pessoa, née le 11 septembre 1984 à João Pessoa, est une handballeuse brésilienne évoluant au poste de gardienne de but.

## Biographie
Elle évolue dans le club roumain CSM Bucarest de 2014 à 2016 et y remporte la Ligue des champions en 2016. Elle rejoint ensuite le Vardar Skopje.

## Palmarès

### Équipe nationale
Jeux olympiques
- 6e place aux Jeux olympiques de 2012
- 5e place aux Jeux olympiques de 2016

Championnats du monde
- Médaille d'or au Championnat du monde 2013,  Serbie
- 10e place au Championnat du monde 2015
- 18e place au Championnat du monde 2017

Compétitions américaines
- Médaille d'or au Championnat panaméricain 2013
- Médaille d'or aux Jeux panaméricains de 2015 (en)

### Club
compétitions internationales
- Ligue des champions
  - vainqueur en 2016 (avec CSM Bucarest)
  - finaliste en 2017 (avec Vardar Skopje) et 2019 (avec Rostov-Don)

compétitions nationales
- Championnat de Russie en 2013 et 2014 (avec Dinamo Volgograd), 2018 et 2019 (avec Rostov-Don)
- Championnat de Macédoine du Nord en 2017 (avec Vardar Skopje)
- Championnat de Roumanie en 2015 et 2016 (avec CSM Bucarest)